# Boboszów
Boboszów (niem. Bobischau) – wieś w Polsce położona w województwie dolnośląskim, w powiecie kłodzkim, w gminie Międzylesie. Wieś typu łańcuchówka leży wzdłuż górnego biegu Nysy Kłodzkiej oraz potoku o nazwie Bobosz. Znajduje się na granicy Gór Bystrzyckich i Masywu Śnieżnika, na wysokości około 480–520 m n.p.m. Sąsiaduje z wsiami: Dolnik (Schönthal), Pisary (Schreibendorf) i Kamieńczyk (Steinbach). Najbliższe miasta po stronie czeskiej to Králíky (Grulich) oraz Lichkov (Lichtenau).

## Historia
Choć już w starożytności przez Przełęcz Międzyleską wiodły ważne szlaki handlowe – w tym jedna z odnóg szlaku bursztynowego – pierwsza wzmianka o osadzie Bobrischaw znajduje się dopiero w dokumencie z 1358 roku, dotyczącym podziału dóbr Otto Glaubitza pomiędzy jego synów. Z dokumentu tego wynika, że już wtedy we wsi funkcjonowały dwie kuźnice. Umieszczony w akcie zapis (eyn marg czinzis of dem obirsten hamir – 'jedna marka czynszu z górnej kuźnicy’) stanowić może również najstarsze świadectwo przerobu rudy żelaza na ziemi kłodzkiej. W czasie wojen husyckich Boboszów został całkowicie zniszczony (najprawdopodobniej wraz ze znajdującymi się tam kuźnicami) i pozostawał niezamieszkały przez ponad sto lat. W drugiej połowie XVI wieku został ponownie zasiedlony przez braci Michała i Dawida von Tschirnhausów. W 1653 roku kupiony został wraz z innymi dobrami międzyleskimi przez rodzinę von Althannów i był w jej posiadaniu aż do 1945 roku.
Okres szybkiego rozwoju wsi przypadł na połowę XVIII wieku; w 1748 roku zamieszkiwało ją 28 kmieci i 71 zagrodników oraz chałupników. Około 1750 roku z Boboszowa do Międzylesia przeprowadzili się bracia Ludwigowie, jedni z twórców „zagłębia tkackiego” w południowej części ziemi kłodzkiej. Wtedy też w samym Boboszowie podstawą bytu mieszkańców stało się właśnie chałupnicze tkactwo lniane. W 1840 roku w miejscowości były 133 domy, w tym dwa młyny wodne, kaplica cmentarna, szkoła katolicka, olejarnia i gorzelnia, a ponadto kilkadziesiąt warsztatów zajmujących się tkaniem bawełny lub przerabianiem lnu.
W pierwszej połowie XX wieku we wsi – oprócz szkoły, młyna, urzędu celnego (określanego jako Zollamt albo Zollhaus) czy nawet remizy ochotniczej jednostki straży pożarnej – istniało także kilka gospód i zajazdów, m.in. Gasthaus zur Krone (tuż obok kościoła) czy Gast- und Logierhaus „Weidmannsruh” Eduarda Hoffmanna, bliżej Smreczyny. Ich rozwój związany był przede wszystkim z ożywieniem ruchu granicznego przez Przełęcz Międzyleską, jakie nastąpiło na przełomie XIX i XX stulecia. Wieś zaczęła się stopniowo wyludniać po 1945 roku, jednak obecnie jej sytuacja ludnościowa jest ustabilizowana.
W latach 1975–1998 miejscowość administracyjnie należała do województwa wałbrzyskiego.
Do 21 grudnia 2007 roku funkcjonowało w miejscowości przejście graniczne Boboszów-Dolní Lipka, po zniesieniu przejścia granicznego można w tym miejscu przekraczać granicę na drodze krajowej nr 33.

### Liczba ludności
- 1787 – 626
- 1816 – 523
- 1825 – 579
- 1840 – 672
- 1880 – 926
- 1910 – 729
- 1933 – 641
- 1950 – 507
- 1960 – 362
- 1970 – 317
- 1978 – 259
- 2011 – 202

### Nazwa
- Bobrischaw (1358)
- Bobiczow (1472)
- Bobczow (1479)
- Bolčov (1492)
- Bobschhof (1538)
- Bowischaw (1631)
- Bobieschau (1653)
- Babischaw (1789)
- Bobischau (II poł. XVIII w. – 1945)
- Bibiszów / Bobzów / Bobrza / Bobża (krótki okres po 1945 roku)
- Boboszów (nazwa współczesna)[6][12]

## Kultura

### Szlaki turystyczne
Przez Boboszów przechodzi  szlak turystyczny z Międzylesia na Przełęcz Międzyleską.

### Zabytki
Kościół pw. św. Anny w Boboszowie, parafialny
Obiekt jest jedną z niewielu wiejskich świątyń na ziemi kłodzkiej posiadających układ emporowo-halowy z dobudowanymi, płytkimi wnękami kaplicznymi oraz w ogóle jedną z ostatnich, wzniesionych w stylu późnobarokowym, w południowej części Hrabstwa Kłodzkiego (po kościołach w Wilkanowie, Nowej Wsi i Roztokach). Wykazuje ponadto pewne podobieństwa z kościołem w pobliskiej Różance, wzniesionym w latach 50. XVIII w.; ma jednak w porównaniu nieco mniejsze proporcje i posiada uboższe detale architektoniczne.
Budowę kościoła rozpoczęto w 1811 roku na miejscu dawnej, drewnianej kaplicy cmentarnej (capella funeralis; Begräbniskirche), którą postawiono prawdopodobnie między XVII a XVIII stuleciem i która już wtedy posiadała wezwanie św. Anny. Obecny kościół jest murowany, nieorientowany, jednonawowy z półkolistym prezbiterium i dostawioną dzwonnicą zwieńczoną cebulastym hełmem. Wewnątrz świątyni znajduje się ołtarz główny z około 1740 roku, dzieło rzeźbiarza Antona Nitscha i stolarza Josefa Schramma, zdobiony późnobarokowymi figurami świętych: Barbary, Małgorzaty, Eligiusza (Idziego?) i Eustachego; obraz św. Anny Samotrzeciej; neoromański ołtarz boczny Serca Jezusowego (pochodzący być może z Monachium); barokowy ołtarz św. Perygrynusa; prospekt organowy będący dziełem Josefa Junga (zm. 1886); zachowany przykład stolarki drzwiowej czy ambona i chrzcielnica pochodzące z przełomu XVIII i XIX wieku. Na uwagę zasługują także malowidła powiązane bezpośrednio z kultem maryjnym (Zwiastowanie i Nawiedzenie, Święta Rodzina i Koronacja Marii) oraz symboliką kościelną (wizerunki Chrystusa, świętych czy ewangelistów).
Styl większości zachowanych fresków i dekoracji sklasyfikować należy do nurtu historyzmu, łączącego w sobie elementy neoklasyczne i neobarokowe.
Budynek podlegał licznym remontom i pracom konserwatorskim, m.in. w 1852, 1883, 1901, 1911 czy 1973 roku. Obecnie wpisany jest do wojewódzkiego rejestru zabytków.
Grupa figuralna Ukrzyżowania
Boboszowska grupa figuralna Ukrzyżowania jest jednym z doskonalszych i bardziej imponujących przykładów lokalnej sztuki rzeźbiarskiej, prezentuje wysoki poziom artystyczny. Składa się z kamiennego, ozdobionego cokołu, krzyża z ukrzyżowanym Chrystusem oraz niegdyś dwiema, teraz tylko jedną wolnostojącą figurą u jego stóp. Dzięki wykutemu z tyłu zapisowi wiadomo, że dzieło powstało w warsztacie Antona Winge na początku XIX wieku.
Figura św. Jana Nepomucena
Wykonana z piaskowca, XVIII-wieczna figura ukazuje czeskiego kanonika i męczennika św. Jana Nepomucena. Znajduje się nieopodal czeskiego miasta Lichkov, wzdłuż biegu dawnego szlaku handlowego (rzeźba miała więc spełniać najprawdopodobniej funkcję patronacką i ochronną dla podróżnych przemierzających tę trasę). Duchowny przedstawiony jest w szacie liturgicznej obszytej koronką, na głowie ma biret, na lewym ramieniu trzyma krucyfiks, wzdłuż którego spoczywa symboliczny liść palmy. Interesującym elementem rzeźby jest sentencja:
DIVVS PATRONVS IOANNES NEPOMV CENVS
HIC STAT. PARTE HONORIS NOSTRI
co przetłumaczyć można jako:
ŚWIĘTY PATRON JAN NEPOMUCEN
TEN POSĄG JEST CZĘŚCIĄ NASZEGO HONORU
Sentencja ta jest chronostychem, który kryje datę „1730” – zapewne datę wykonania figury.
Inne
Na terenie wsi znajdują się również:
- cmentarz przykościelny z zachowanymi nagrobkami poniemieckimi,
- Pietà ufundowana przez Josephusa Nentwiga w 1787 roku,
- przydrożne kapliczki i krzyże.

W Boboszowie zachowały się liczne gospodarstwa i domy pochodzące z XIX bądź XX wieku, niektóre nawiązujące wyglądem do tradycyjnej architektury sudeckiej.

## Osoby związane z Boboszowem
W Boboszowie urodził się Josef Andreas Pausewang (1908–1955), niemiecki malarz i rysownik.

## Zdjęcia

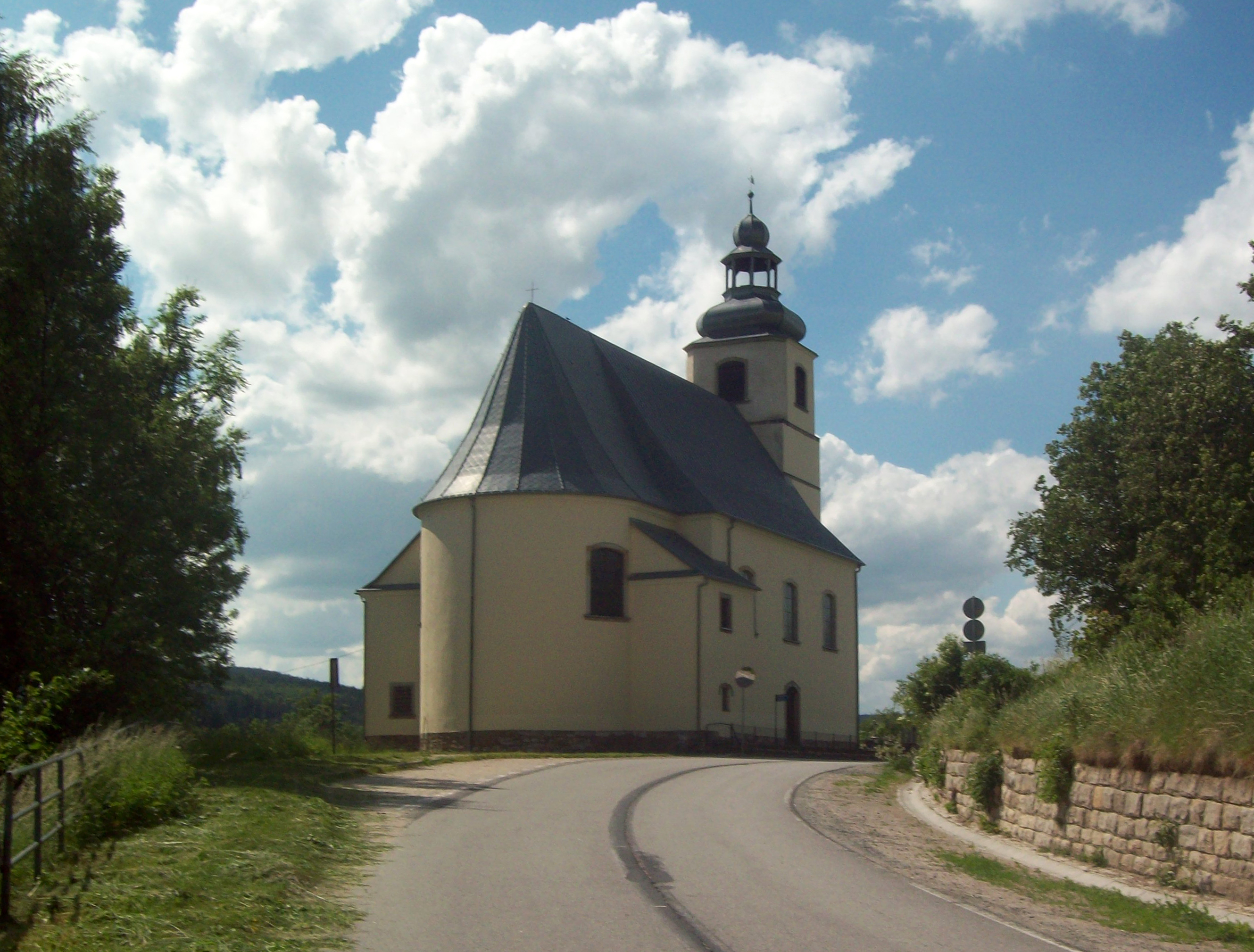
Kościół św. Anny w Boboszowie
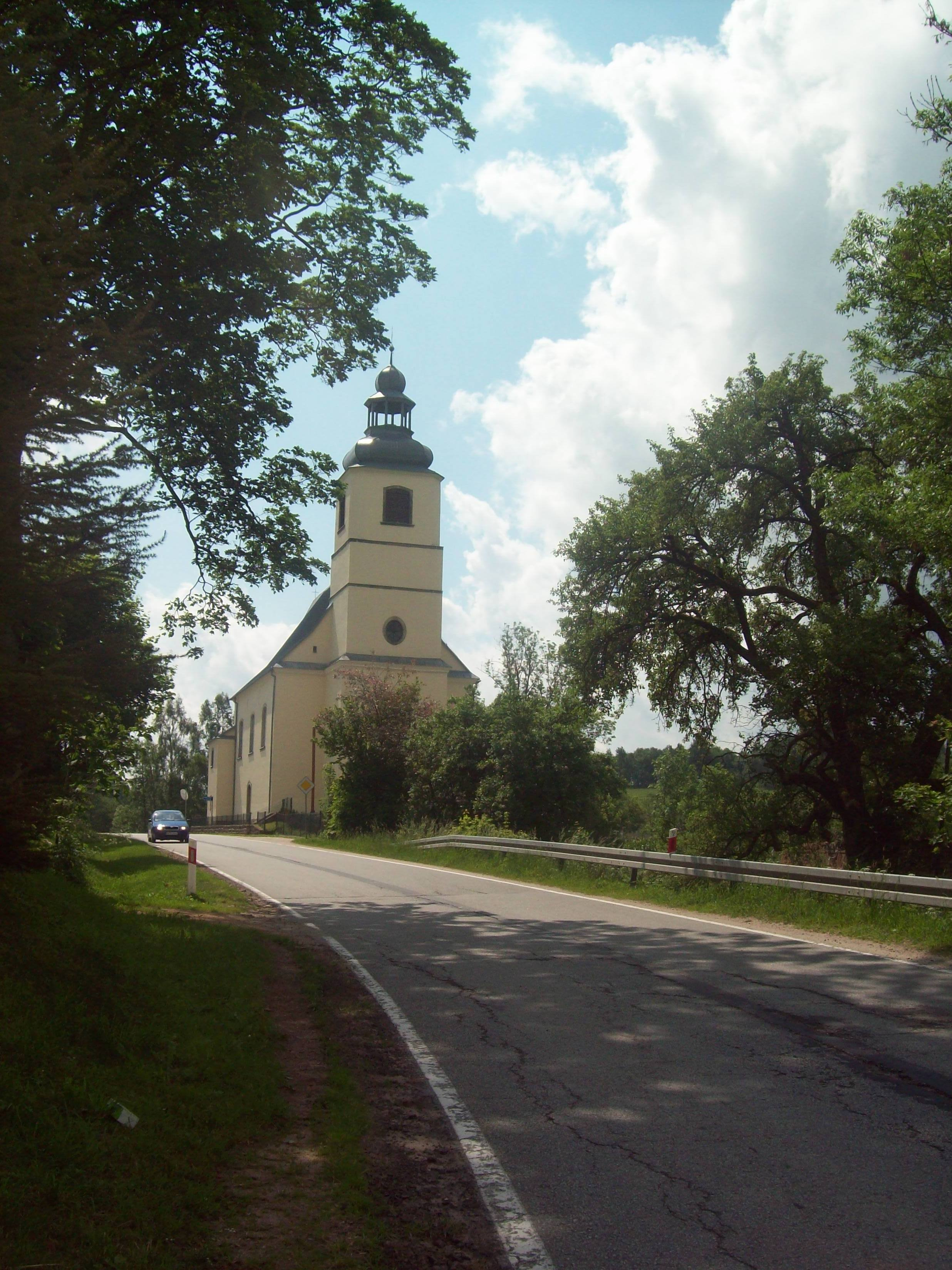
Widok na kościół
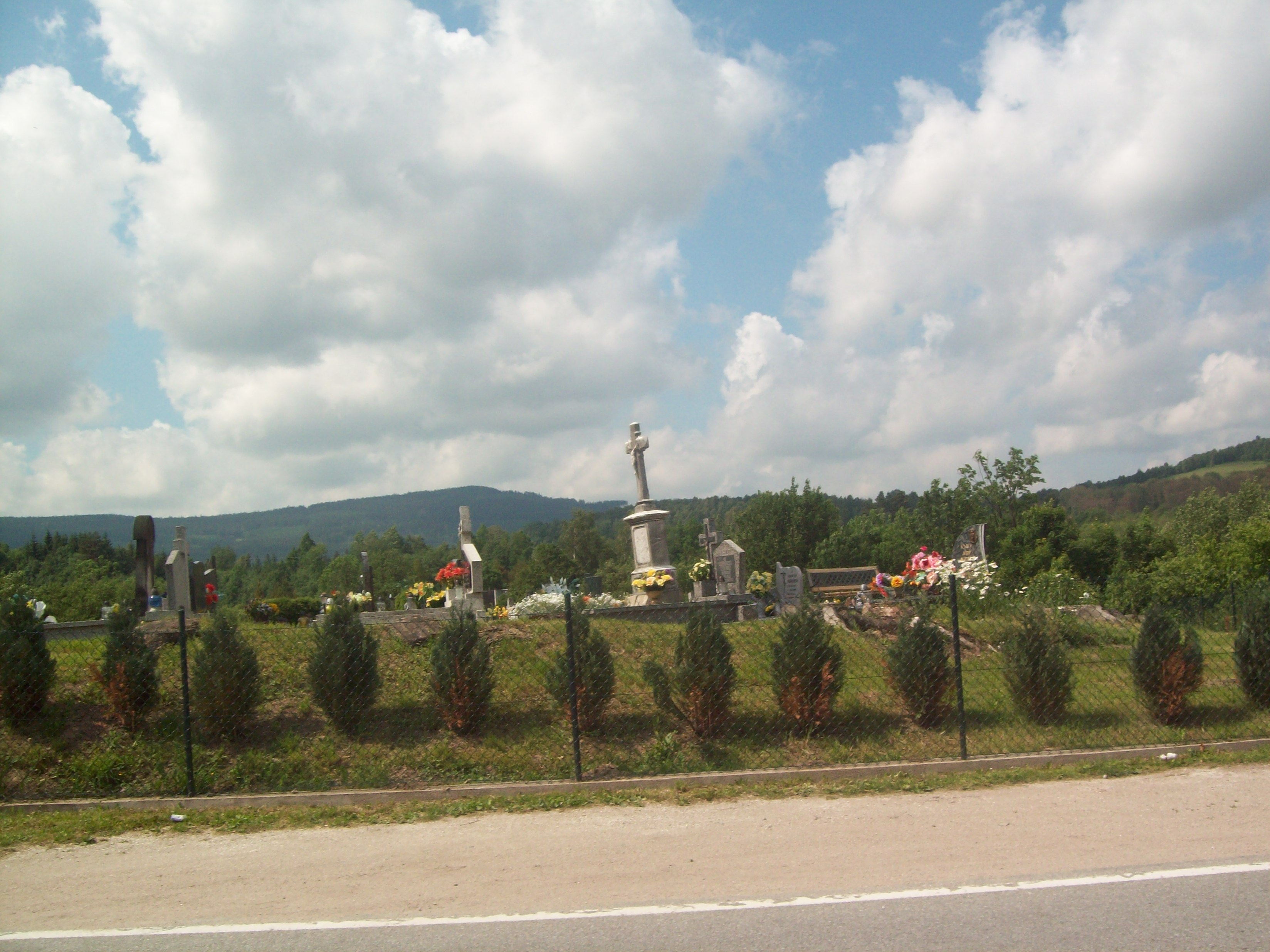
Przykościelny cmentarz
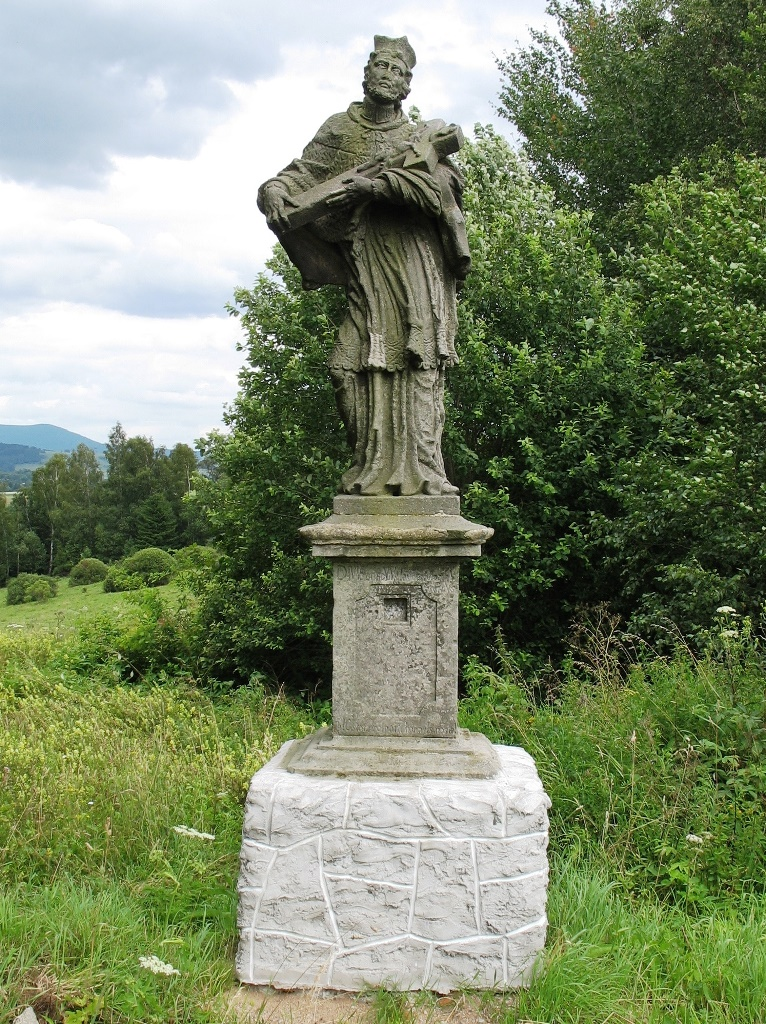
Św. Jan Nepomucen
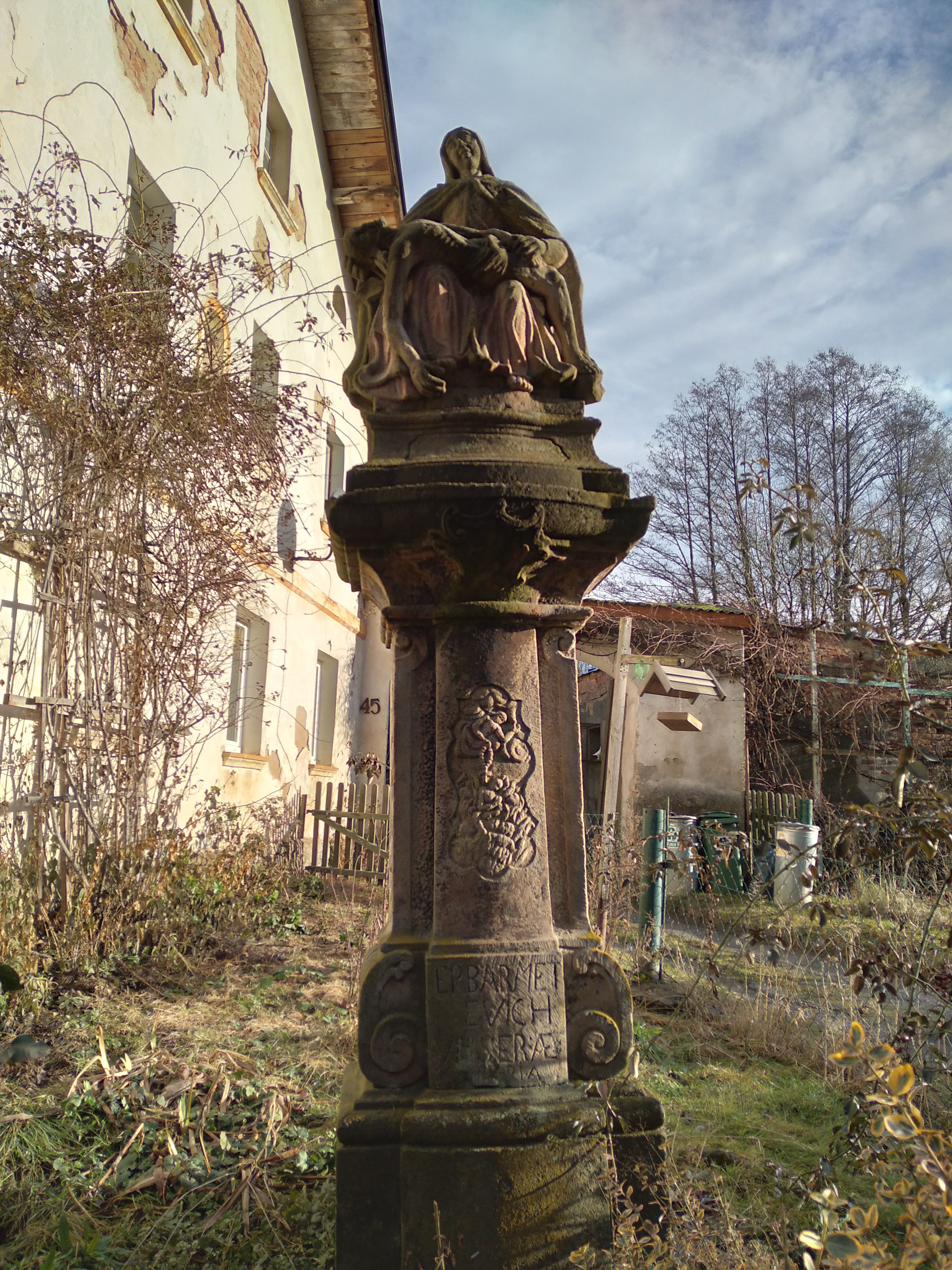
Pieta z XVIII w.
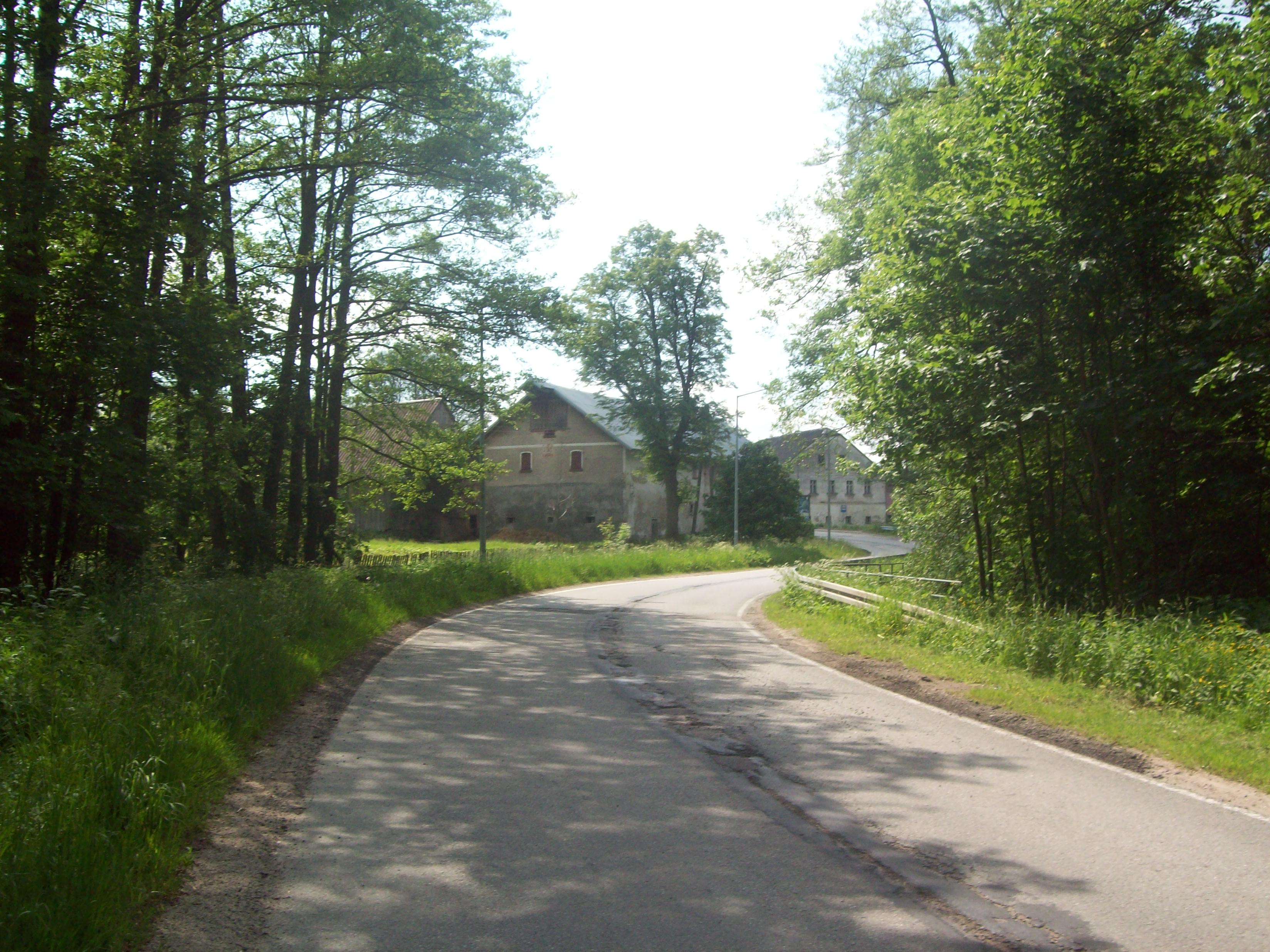
Droga 33 w Boboszowie
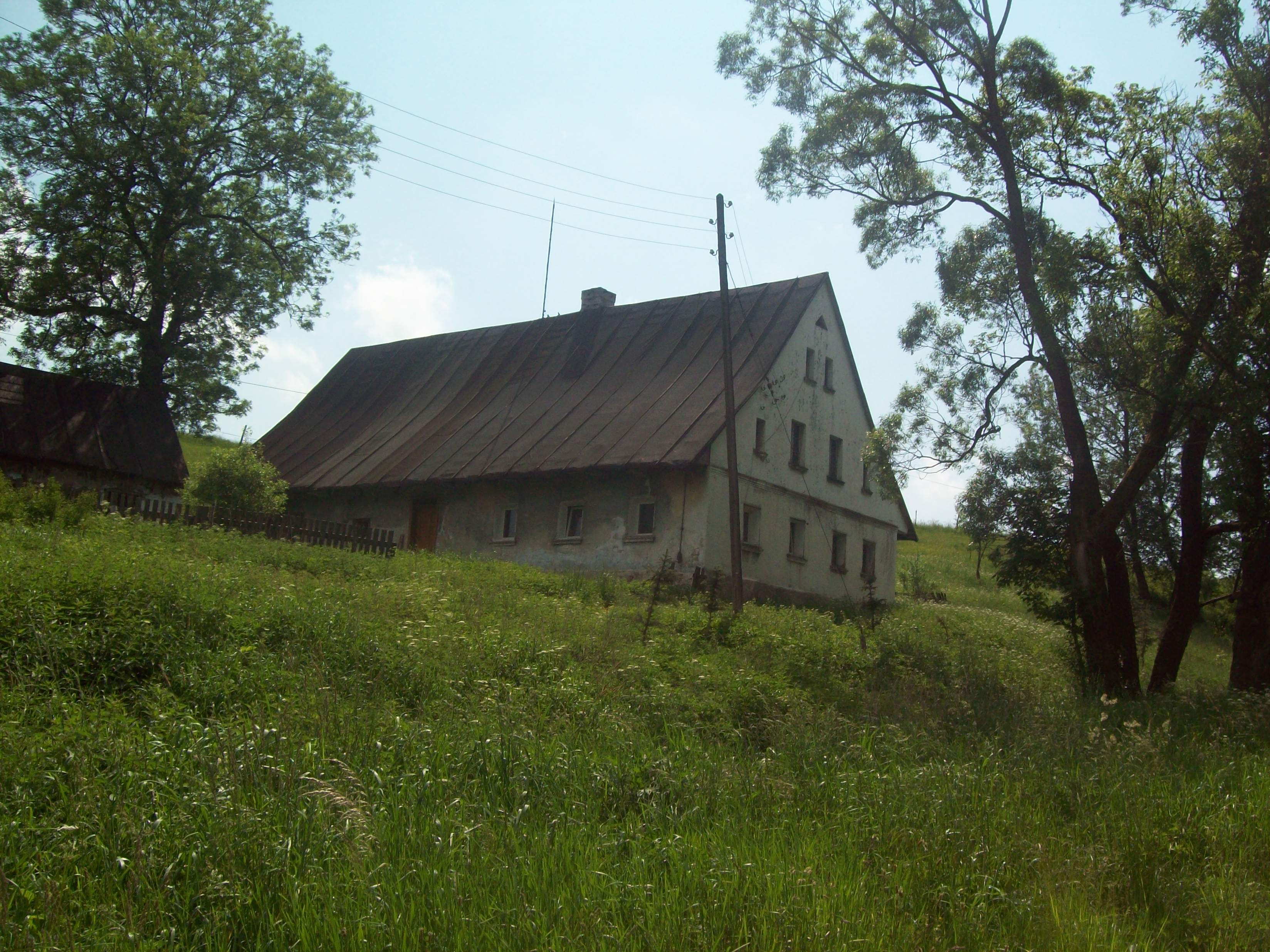
Budynek w Boboszowie
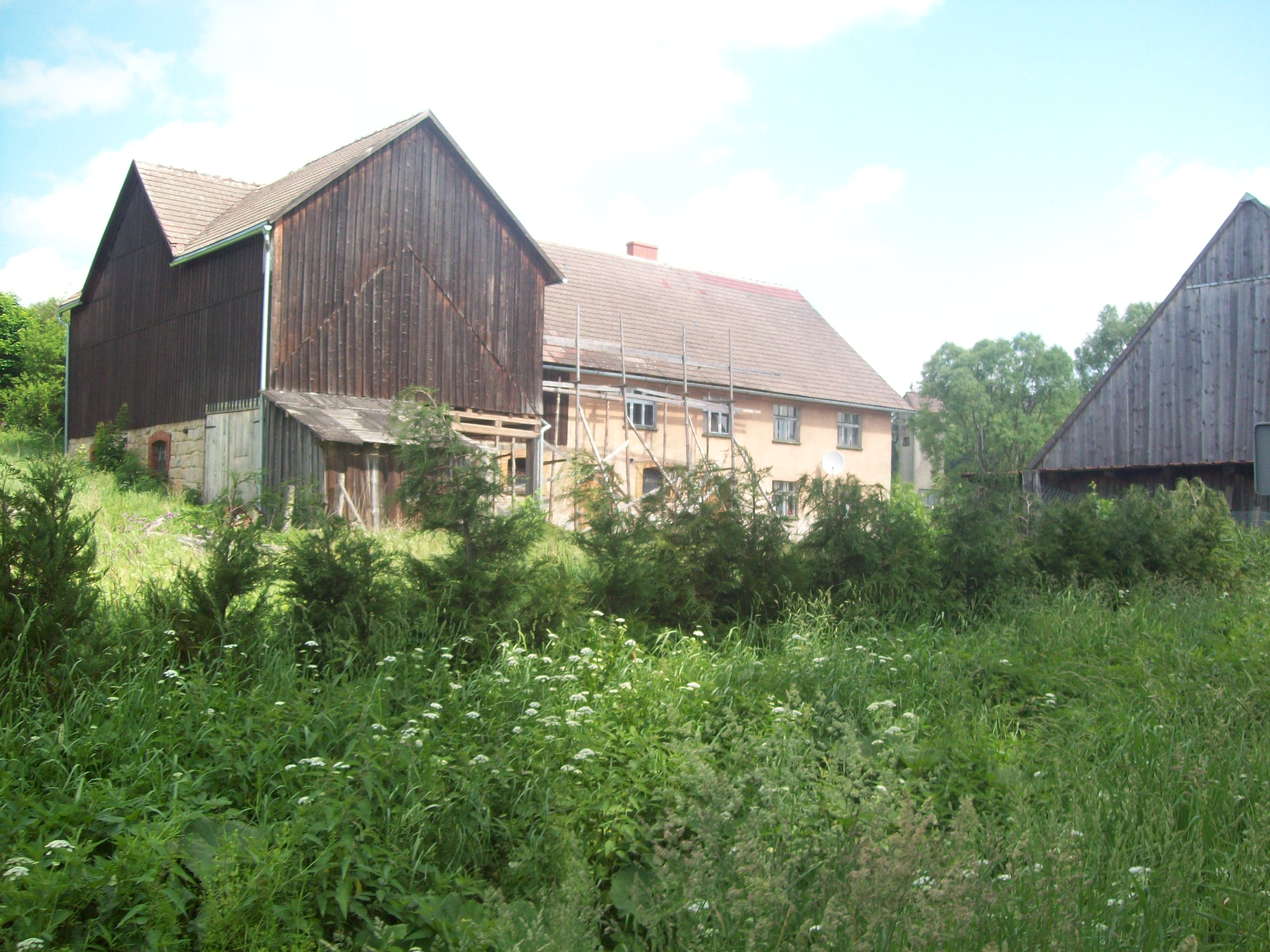
Gospodarstwo w Boboszowie
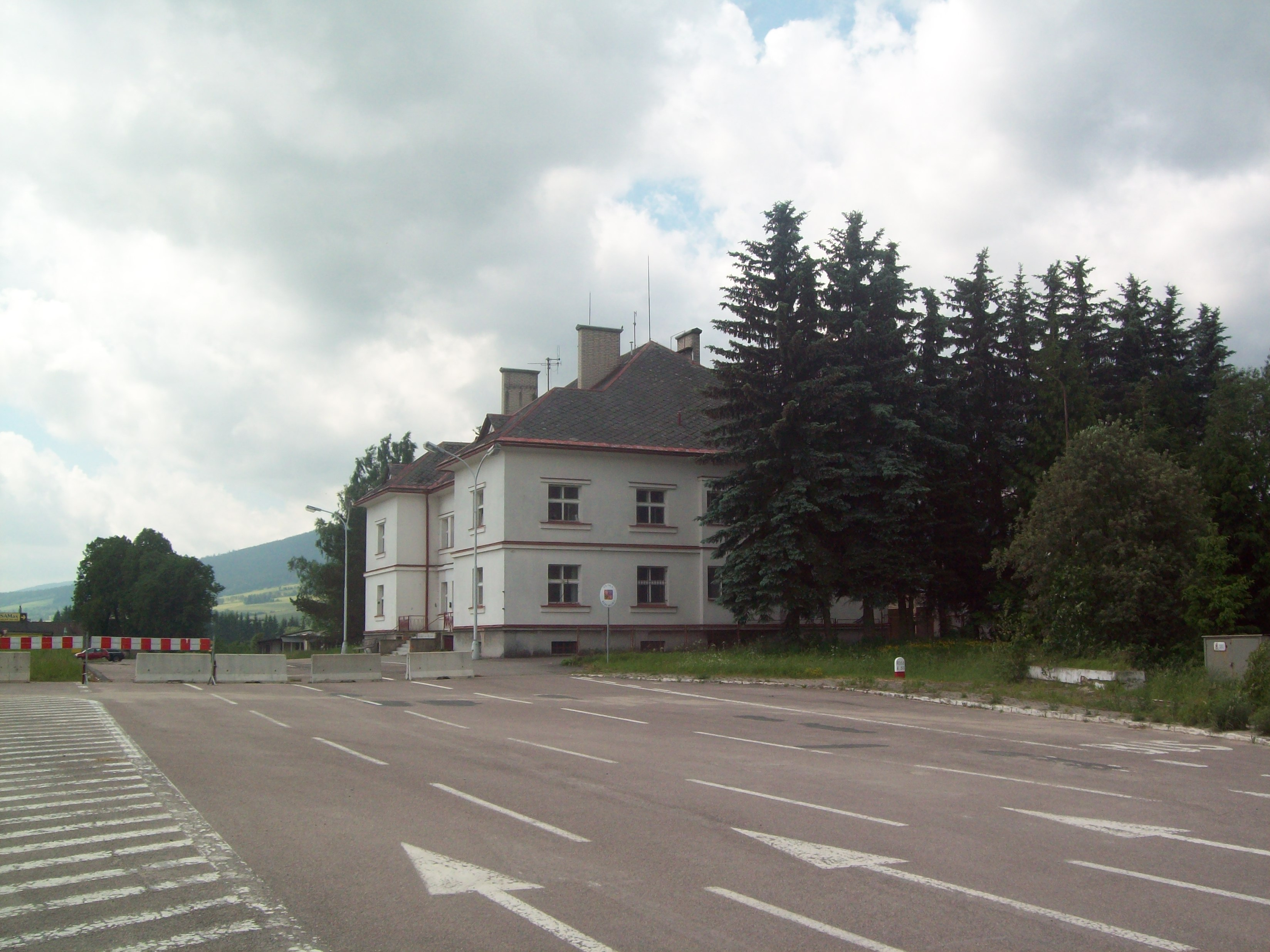
Przejście graniczne Boboszów–Dolní Lipka
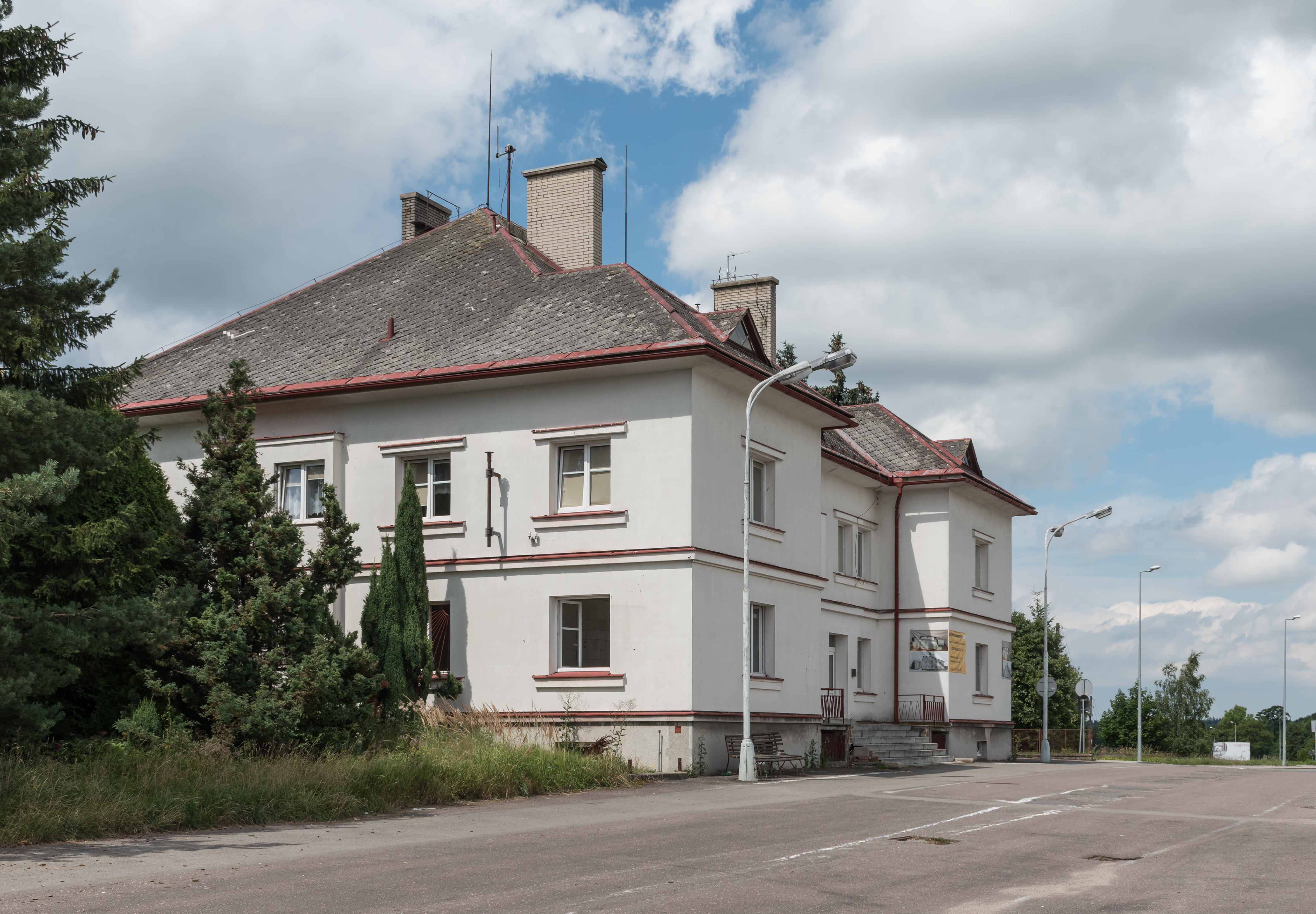
Przejście graniczne Boboszów–Dolní Lipka
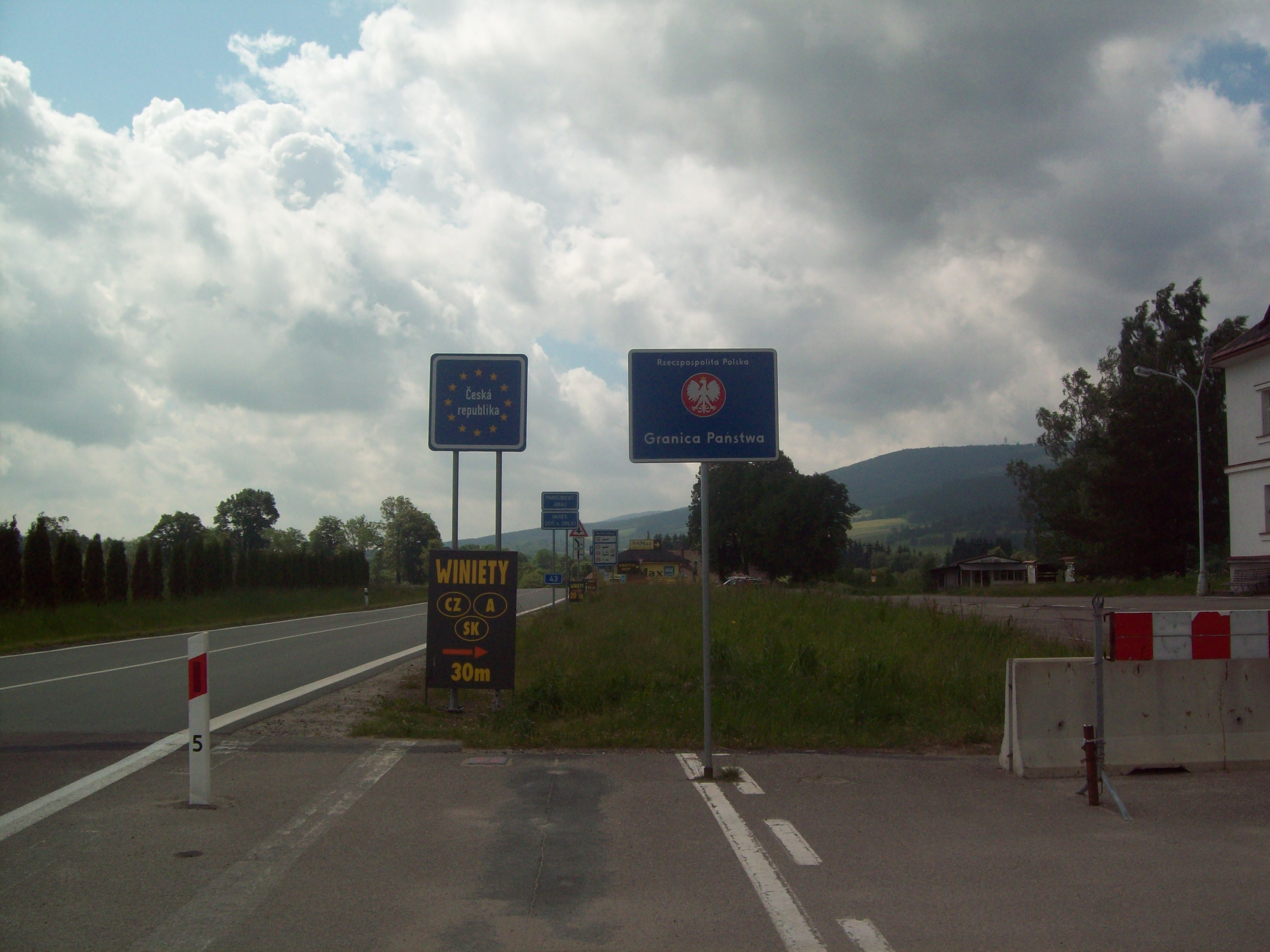
Granica
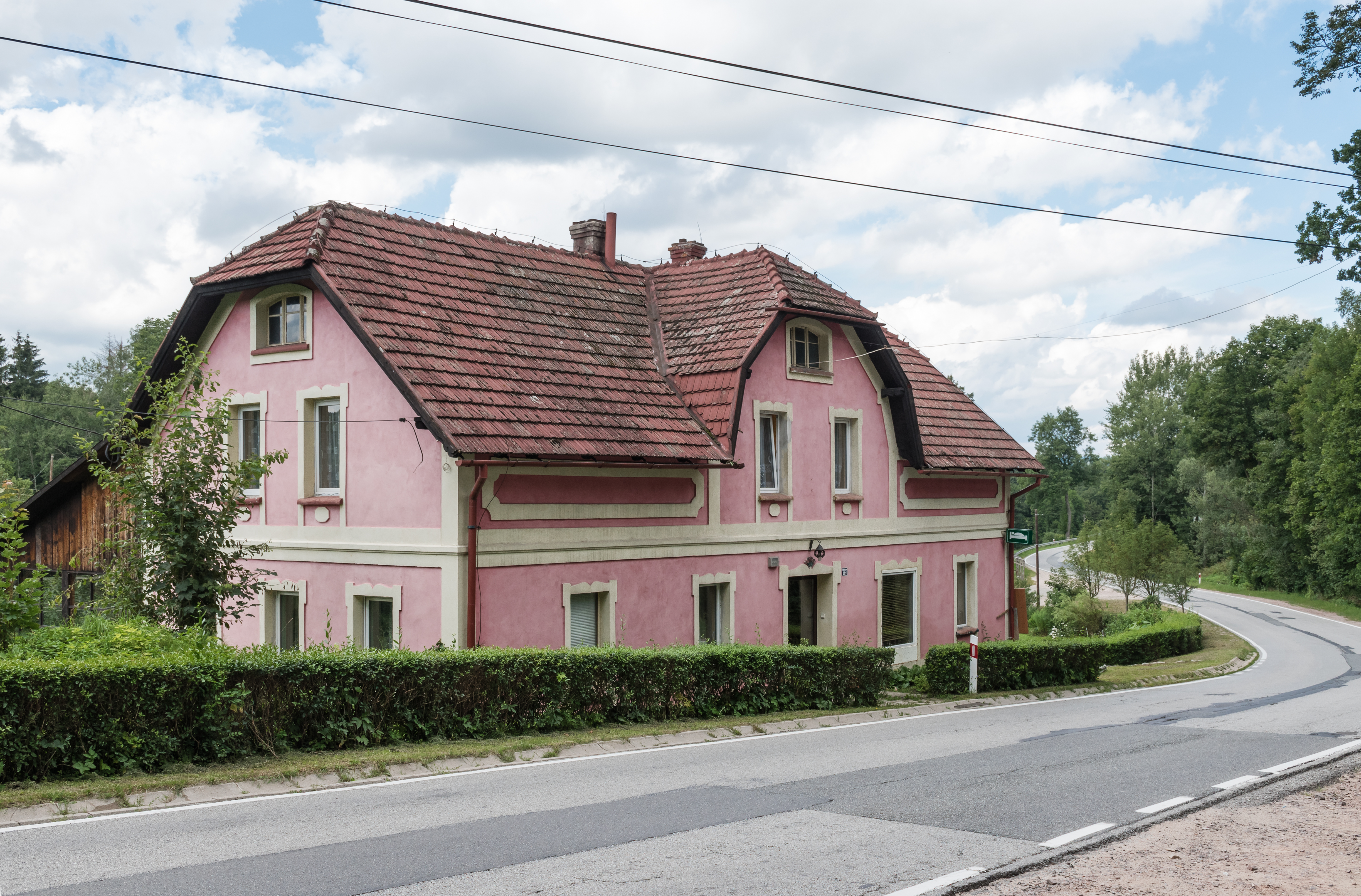
Dom nr 21 w Boboszowie, dawny gościniec
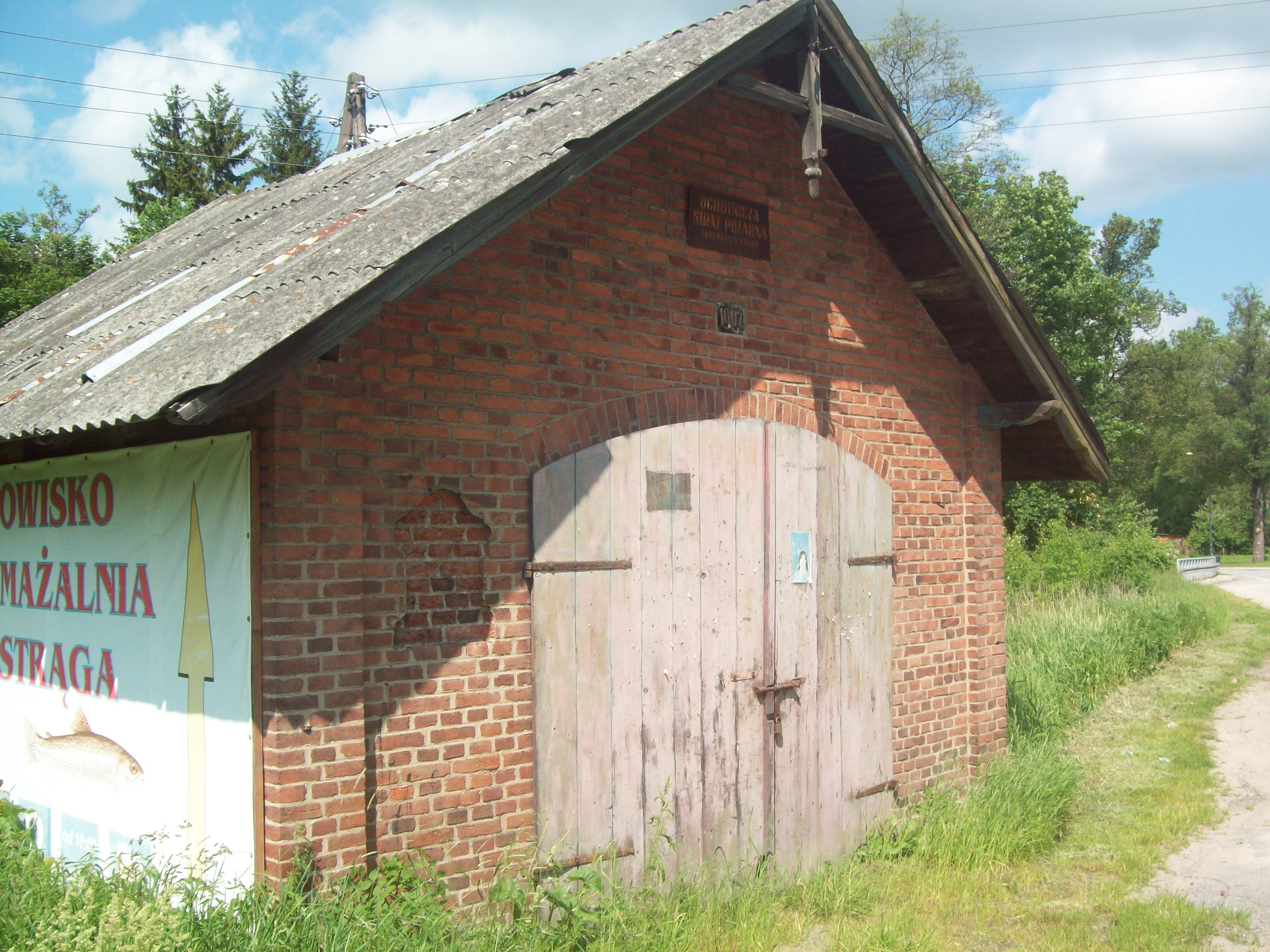
Dawny budynek wiejskiej OSP
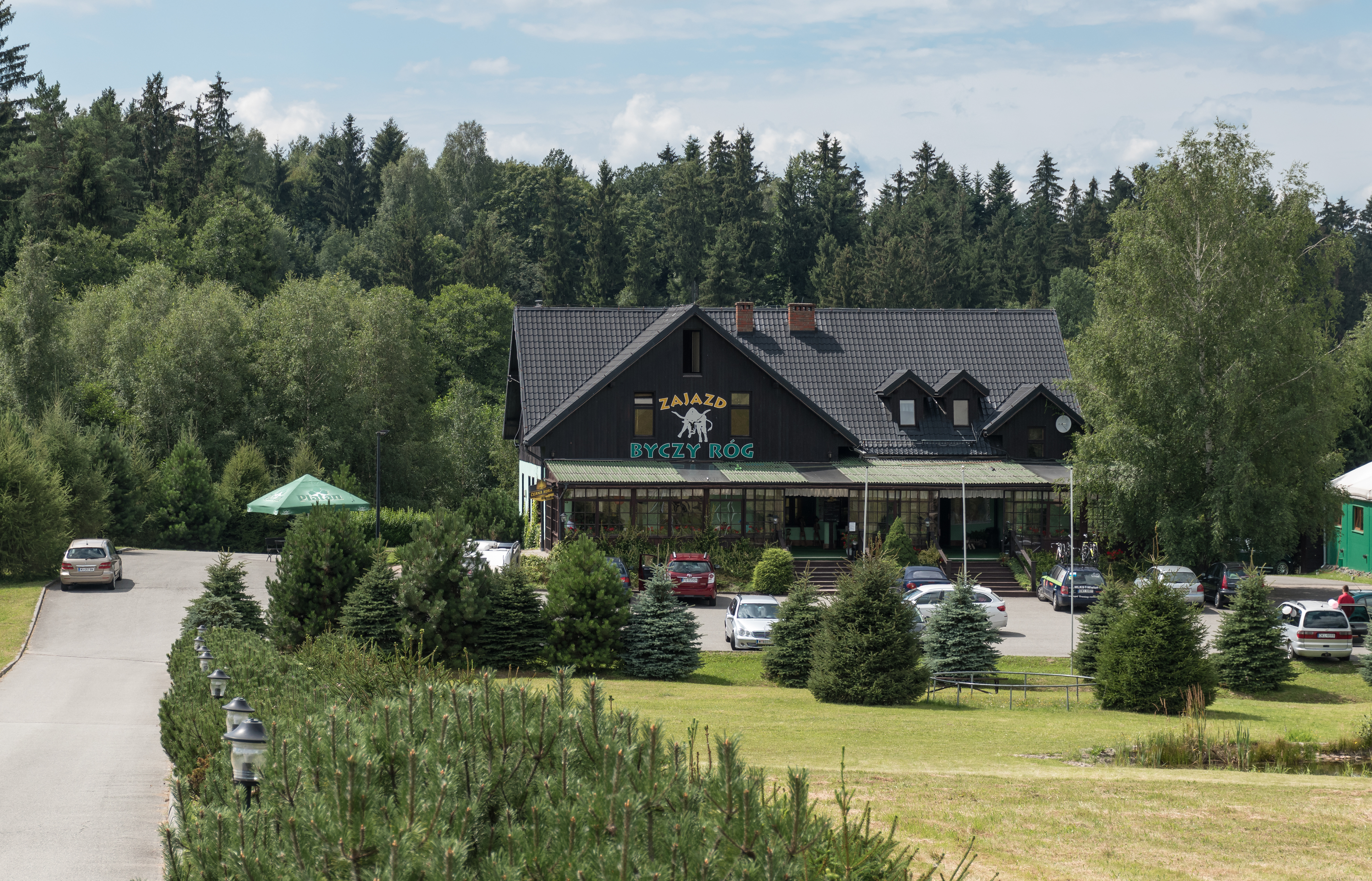
Zajazd „Byczy Róg”
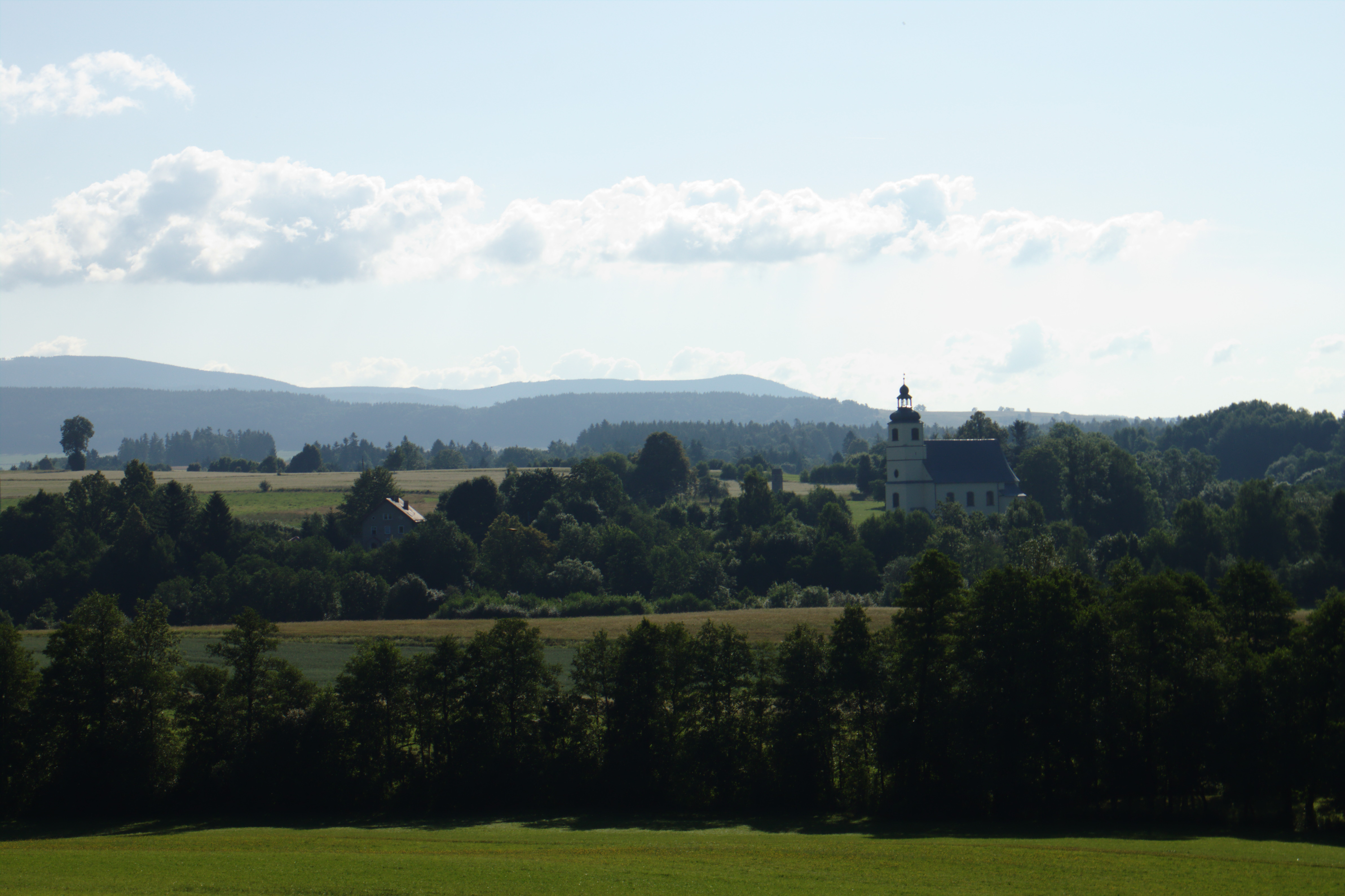
Panorama wsi
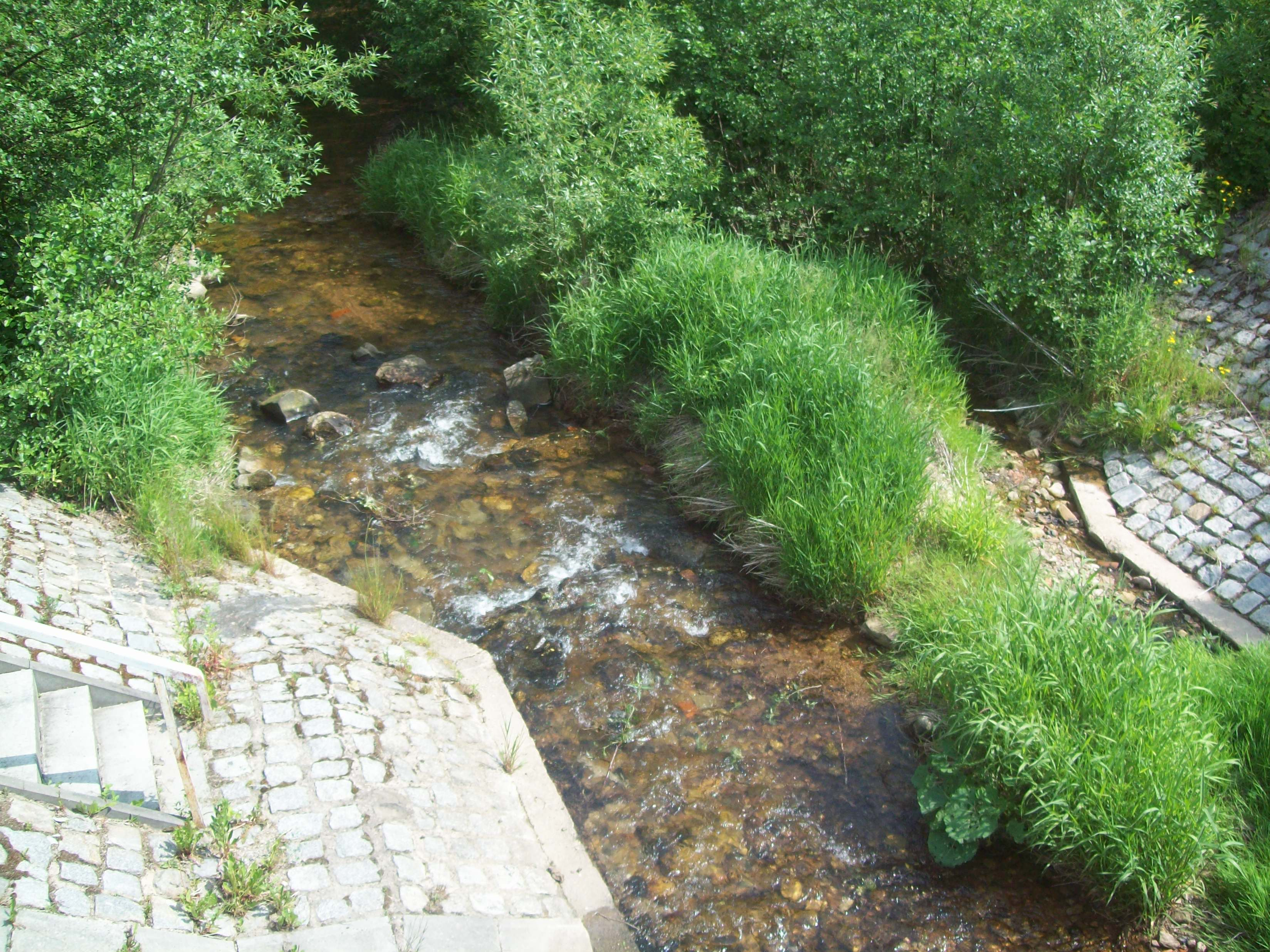
Nysa Kłodzka w Boboszowie
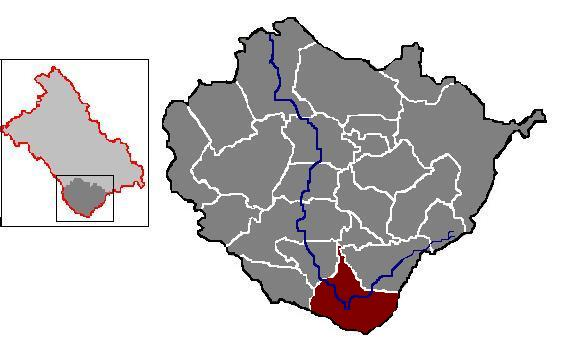
Położenie w gminie Międzylesie